# João Archer
João Alexandre Cabral Archer de Carvalho ComMAI (Porto, 19 de Junho de 1928) é um arquitecto português.

## Carreira
Archer estudou Arquitectura na Escola Superior de Belas Artes do Porto onde obtém o diploma em 1953. Entre 1949 e 1953 trabalhou no gabinete do Arquitecto João Andresen, com a colaboração do qual obteve o 3º prémio para o bairro das Caixas de Previdência da Guarda, o 3.º prémio no concurso Lusalite e uma menção honrosa no concurso para as instalações da Empresa de Pesca de Aveiro.
Apoiou e colaborou nos trabalhos da exposição de 1951 da Organização dos Arquitectos Modernos.
Em Julho de 1953 entrou oficialmente para a Hidroeléctrica do Douro (actualmente englobada na EDP), para a qual já vinha a desenvolver trabalhos e tornando-se o primeiro arquitecto oficial da empresa. Elabora o Plano Geral de Picote, uma vila construída de raiz segundo os preceitos modernistas da Carta de Atenas para servir de apoio à barragem e ao pessoal especializado.
Para além de coordenador do grupo de arquitectos, realiza intervenções nas construções industriais (edifícios de comando, centrais, eclusas de navegação, pórticos) nas centrais de Picote (1954-1959), Miranda do Douro (1955-1960), Bemposta (1958-1964), Carrapatelo e Régua.
A 31 de Agosto de 1972 foi feito Comendador da Ordem Civil do Mérito Agrícola e Industrial Classe Industrial.
Após a sua saída em 1994 presta assessoria a empresas do grupo EDP.

### Obra
O gabinete de arquitectura que coordenou a partir de 1953 e que funcionou em exclusivo para a Hidroeléctrica do Douro até 1969 corresponde a uma das experiências mais marcantes da arquitectura moderna portuguesa na segunda metade do século XX. Durante as décadas de 1950 e 1960, Portugal assiste a um investimento avultado na construção de barragens, o que propicia um campo de experimentação para o desejo já manifestado pelos arquitectos no 1.º congresso nacional dos arquitectos em relação à aplicação dos princípios da arquitectura moderna.
À equipa inicial de João Archer juntam-se em 1954 os arquitectos Manuel Nunes de Almeida (1928- ) e Rogério Ramos (1927-1976). A colaboração desta equipa será responsável por inúmeros projectos de edifícios industriais, de apoio, residenciais e planos de urbanização ligados à Hidroeléctrica do Douro.
A sua obra é assumidamente moderna, aplicando com rigor os princípios enumerados nos CIAM e recusando a inclusão, ou a fusão, de elementos vernaculares ou específicos da arquitectura Portuguesa, em contracorrente com a prática da época.[carece de fontes?].

## Família
João Archer é o mais novo de oito filhos e filhas de Tomás Archer de Carvalho (24 de Outubro de 1870 - 23 de Outubro de 1948) e de sua mulher (Porto, Miragaia, 20 de Janeiro de 1908) Maria Benedita de Meneses Pereira Cabral (21 de Março de 1885 - ?).
Casou a 1 de Dezembro de 1954 com Maria Francisca Cardoso de Meneses de Almeida Campos (27 de Maio de 1926 - ?), filha de António Maria Pais de Almeida Campos (Porto, 25 de Julho de 1891 - 31 de Março de 1961) e de sua mulher (Guimarães, 20 de Maio de 1915) Ana Júlia Felgueiras Cardoso de Menezes (Guimarães, 28 de Março de 1892 - 22 de Outubro de 1965), neta paterna do 1.º Visconde de Margaride e 1.º Conde de Margaride, da qual não teve descendência.